# Jardín Botánico del Instituto Forestal de Leópolis

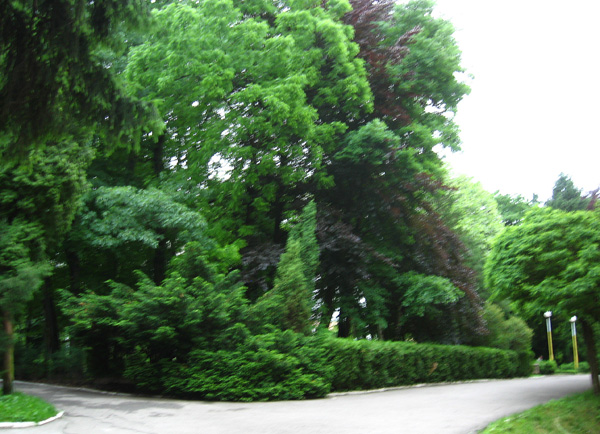
El arboreto de la Universidad Nacional Forestal de Ucrania.

El Jardín Botánico del Instituto Forestal de Leópolis es un arboreto y jardín botánico de unas 10,8 hectáreas de extensión, de importancia nacional, que es propiedad del Instituto Forestal de Leópolis (nombre actual, Universidad Nacional Forestal de Ucrania). Situado en Leópolis Ucrania. Es miembro del BGCI y presenta trabajos para la Agenda Internacional para la Conservación en los Jardines Botánicos. Su código de identificación internacional como institución botánica, así como las siglas de su herbario es LVOP.

## Localización
Se encuentra entre las calles Chuprinka (antes Pushkin) y natural. 
National Forestry University of Ukraine Botanic Garden, Gen. Tchuprynka str. 105a, Leópolis 79057 Ukraine-Ucrania.

## Historia
El Arboretum fue fundado en 1954, poco después de la fundación del nuevo Instituto Forestal, por las autoridades del Soviet. 

## Colecciones
En el territorio del parque se encuentran
- Arboreto con más de 200 especies de árboles y arbustos.
- Jardín de flores,
- Jardín de plantas de recolección,
- Área de entrenamiento,

También es un pequeño foco de investigación, y en el territorio del parque se encuentran edificios académicos y tres administrativos, biblioteca, sala del museo de la madera en los deportes, centro médico, cafetería, comedor, dormitorios y otros edificios.

## Actividades
Además del proceso educativo, el parque también sirve para la preservación, aclimatación e introducción al cultivo de plantas raras, valiosas o en peligro de extinción. 
Arboretum forma parte de la Unión Internacional de los jardines botánicos BGCI. 
El 22 de febrero de 1991, el Consejo de Ministros del Estado de Ucrania declaró al arboreto como Jardín Botánico del Estado. 